# Podabacia lankaensis
Podabacia lankaensis är en korallart som beskrevs av Veron 2002. Podabacia lankaensis ingår i släktet Podabacia och familjen Fungiidae. Inga underarter finns listade i Catalogue of Life.